# سویس (کازرون)
سویس (کازرون)، روستایی از توابع بخش جره و بالاده شهرستان کازرون در استان فارس ایران است.

## جمعیت
این روستا در دهستان جره قرار دارد و براساس سرشماری مرکز آمار ایران در سال ۱۳۸۵، جمعیت آن ۱۲۷ نفر (۳۳خانوار) بوده‌است.مردم این روستا اغلب کشاورز میباشند-جوانان از روستا مهاجرت و اکثراً ساکن شیراز شده اند قشر تحصیل کرده این روستا ازبین جوانان به جرات میتوان گفت 99درصد میباشد که درسازمان مختلف کشوری و لشکری مشغول به کار هست. این روستا از لحاظ زیبایی هم در سطح خوبی قرار دارد. تماشای این روستای زیبا از نزدیک خالی از لطف نیست.